# 크리스토퍼 힐 (1912년)
크리스토퍼 힐(John Edward Christopher Hill, 1912년 2월 6일 ~ 2003년 2월 23일)은 영국의 마르크스주의 역사가이자 역사 교과서의 저자이다.
힐은 부유한 중산층 가족으로 태어났다. 그의 아버지는 요크에 있는 감리교의 사무변호사였다. 그는 요크에 있는 성 피터스 학교를 다녔다. 그가 아직 학교에 있는 동안, 베일리얼 컬리지, 옥스퍼드 대학교 출신 두 역사 교사들은 그의 재능을 듣고서 그를 고용했다.
그가 1931년 옥스퍼드에 들어가기 전에, 힐은 그가 나치 당의 상승을 목격했던 곳인 독일, 프라이부르크에서 긴 휴가를 가졌었다; 그는 후에 그것이 그의 정치적 급진주의에 상당한 기여를 했다고 말했다. 1932년 힐은 1학년 명예 학위를 획득했고 2년 뒤에 올 소울스 컬리지를 얻었다. 베일리얼에 있는 동안, 힐은 헌신적인 마르크스주의가 되었고 영국 공산당 (1920년)에 가입을 하였다. 1935년 그는 그가 러시아어를 배우고 특히 영국과 관련된 소비에트 역사 학문을 공부했던 곳인 소련으로 장기간 여행을 착수했다. 여행 후, 그는 카디프 대학교에서 가르치는 책무를 수락했다.
힐은 국제 의용병 가입을 기도했으며 스페인 내전에서 싸웠지만 가입을 거절당한다. 2차세계대전의 발발하자, 그는 처음에 왕실 헌병에 이등병으로 영국 육군에 입대를 했다. 1940년 그는 곧 옥드포드셔 버킹엄셔 라이트 보병대 장교로 임명되었다. 같은 해, 그는 많은 마르크스주의 역사가들 사이에 논쟁에 참석하였다. 이 때에, 힐은 17세기 영국 역사에 대한 그의 기사와 리뷰를 출판하기 시작했다. 후에 전쟁 속에 그는 지능 부대로 이동했다.
1946년 힐과 많은 다른 마르크스주의 역사가들은 공산당 역사가 모임을 형성했다. 그러나, 힐은 곧 공산당 속 민주주의 결핍과 함께 불만을 품게 되었다. 그는 그의 보고서중 하나가 거절당했을 때인 소비에트의 헝가리 침입 후, 1956년에 많은 다른 지식인들과 함께 공산당을 떴났다
1956년 후, 힐의 경력은 새로운 높이까지 올라갔다. 17세기 영국 역사에 관한 그의 연구들은 크게 인정되었다. 1965년 힐은 베일리얼의 마스터로 선출되었다. 그는 1965년에서 그가 은퇴했을 때인 1978년까지 직책을 유지했다.
힐의 대부분 중요한 연구들은 17세기 영국 역사에 초점이 맞춰져있다. 그의 책들은 Economic Problems of the Church (1955년), Puritanism And Revolution (1958년), Intellectual Origins of the English Revolution (1965년, 1996년에 개정됨), The Century of Revolution (1961년), AntiChrist In 17th-century England (1971년), The World Turned Upside Down (1972년) 과 많은 다른 것들을 포함한다.

## 정선한 작품
- The English Revolution, 1640 (1940, 3rd ed. 1955), ISBN 0-85315-044-3 (1987 reprint) (On-line text at Marxists.org)
- Lenin and the Russian Revolution (1947), ISBN 0-14-013535-9 (1993 reprint)
- Economic Problems of the Church: From Archbishop Whitgift to the Long Parliament (1956), ISBN 0-586-03528-1 (1971 reprint)
- Puritanism and Revolution: Studies in Interpretation of the English Revolution of the 17th Century (1958), ISBN 0-7126-6722-9 (2001 reprint)
- The Century of Revolution, 1603-1714 (1961, 2nd. ed. 1980), ISBN 0-17-712002-9
- Society and Puritanism in Pre-Revolutionary England (1964), ISBN 0-7126-6816-0 (2003 reprint)
- Intellectual Origins of the English Revolution (1965, rev. 1997), ISBN 0-19-820668-2
- Reformation to Industrial Revolution: A Social and Economic History of Britain, 1530-1780 (1967, rev. ed. 1969), ISBN 0-14-020897-6
- God's Englishman: Oliver Cromwell and the English Revolution (1970), ISBN 0-297-00043-8
- Antichrist in Seventeenth-Century England (1971, rev. ed. 1990), ISBN 0-86091-997-8
- The World Turned Upside Down: Radical Ideas During the English Revolution (1972), ISBN 0-85117-025-0
- Change and Continuity in Seventheenth-Century England (1974, rev. ed. 1991), ISBN 0-300-05044-5
- Milton and the English Revolution (1977), ISBN 0-571-10198-4
- The Experience of Defeat: Milton and Some Contemporaries (1984), ISBN 0-571-13237-5
- The Collected Essays of Christopher Hill (3 vols.)
  1. Writing and Revolution in 17th Century England (1985), ISBN 0-7108-0565-9
  2. Religion and Politics in 17th Century England (1986), ISBN 0-7108-0507-1
  3. People and Ideas in 17th Century England (1986), ISBN 0-7108-0512-8
- A Turbulent, Seditious, and Factious People: John Bunyan and His Church, 1628-1688 (1988), ISBN 0-19-812818-5
- A Nation of Change and Novelty: Radical Politics, Religion and Literature in Seventeenth-Century England (1990), ISBN 0-415-04833-8
- The English Bible and the Seventeenth-Century Revolution (1993), ISBN 0-7139-9078-3

## 참고
- Adamo, Pietro "Christopher Hill e la rivoluzione inglese: itinerario di uno storico" pages 129-158 from Societá e Storia, Volume 13, 1990.
- Clark, J.C.D. Revolution and Rebellion: State and Society in England in the Seventheeth and Eighteenth Centuries, Cambridge: Cambridge University Press, 1986.
- Davis, J.C. Myth and History: The Ranters and the Historians, Cambridge: Cambridge University Press, 1986.
- Eley, Geoff and Hunt, William (editors) Reviving the English Revolution: Reflections and Elaborations on the Work of Christopher Hill, London: verso, 1988.
- Fulbrook, Mary "The English Revolution and the Revisionist Revolt" pages 249-264 from Social History, Volume 7, 1982.
- Hexter, J.H. "The Burden of Proof", Times Literary Supplement, October 24, 1975.
- Hobsbawm, Eric "`The Historians Group' of the Communist Party" from Rebels and Their Causes: Essays in Honor of A.L. Morton, edited by Maurice Cornforth, London: Lawrence and Wishart, 1978.
- Kaye, Harvey J. The British Marxist Historians: An Introductory Analysis, Cambridge: Polity Press, 1984.
- Morrill, John "Christopher Hill" pages 28–29 from History Today Volume 53, Issue # 6, June 2003.
- Pennington, D. H. & Thomas, Keith (editors) Puritans and Revolutionaries, Oxford: Oxford University Press, 1978.
- Pennington, Donald. "John Edward Christopher Hill", in British Academy, Proceedings of the British Academy: Volume 130: Biographical Memoirs of Fellows, IV Oxford, Oxford University Press, 2005, pages 23–49.
- Richardson, R.C. The Debate on the English Revolution Revisited, London: Methuen, 1977.
- Samuel, Raphael "British Marxist Historians, 1880-1980" pages 21–96 from New Left Review, Volume 120, March-April 1980.
- Schwarz, Bill "`The People' in History: The Communist Party Historians' Group, 1946-56" from Making Histories: Studies in History-Writing and Politics, edited by Richard Johnson, London: Hutchinson, 1982.
- Underdown, David "Radicals in Defeat", New York Review of Books, March 28, 1985.